# Aristida nitidula
Aristida nitidula är en gräsart som först beskrevs av Johannes Jan Theodoor Henrard, och fick sitt nu gällande namn av Stanley Thatcher Blake. Aristida nitidula ingår i släktet Aristida och familjen gräs. Inga underarter finns listade i Catalogue of Life.